# Médaille de Gand
La Médaille de Gand, officiellement appelée Médaille de la Fidélité, est une décoration militaire française créé par le roi de France Louis XVIII pour récompenser ses fidèles qui l'on suivi à Gand en 1815 pendant les Cent-Jours.

## Historique et modalités d'attribution
Médaille de Gand, a été créée le 17 mai 1815 à Gand (Royaume des Belgiques), en vue de récompenser les membres du bataillon des volontaires royaux. Ce bataillon était constitué par des volontaires de plusieurs provinces et notamment par 800 étudiants des écoles de Droit et de Médecine de Paris, qui suivirent le roi lors de son exil pendant la période des Cent-Jours.

## Caractéristiques
La médaille de Gand était en argent ou en bronze doré, d'un diamètre de 26 mm. Elle était constituée de deux parties accolées et réunies par un cercle du même métal.
Le nom du titulaire était gravé sur la tranche de la médaille.
Avers : Décoré de l’effigie du Roi Louis XVIII entourée de la légende : LOUIS  XVIII  ROI  DE  FRANCE.
Revers : Porte le mot FIDÉLITÉ entouré par une couronne de feuilles de chêne et de laurier.